# Cis occamy
Cis occamy é uma espécie de besouro da família Ciidae. É encontrado no Brasil.
Filogeneticamente, está dentro do grupo de espécies Cis bilamellatus, definido por características na genitália masculina e feminina.
Foi encontrado no bioma Mata Atlântica nos estados de São Paulo (sendo o município de Rio Claro sua localidade-tipo), Minas Gerais, Espírito Santo e Rio Grande do Sul, no Brasil.
A etimologia do nome da espécie é uma homenagem a occami, criatura fictícia do universo de Harry Potter, batizada em homenagem ao princípio da navalha de Ockham.